# Montánchez
Montánchez è un comune spagnolo di 2 141 abitanti situato nella comunità autonoma dell'Estremadura.